# Nyceryx stuarti
Nyceryx stuarti is een vlinder uit de familie van de pijlstaarten (Sphingidae). De wetenschappelijke naam van de soort werd in 1894 gepubliceerd door Lionel Walter Rothschild.

## Beschrijving

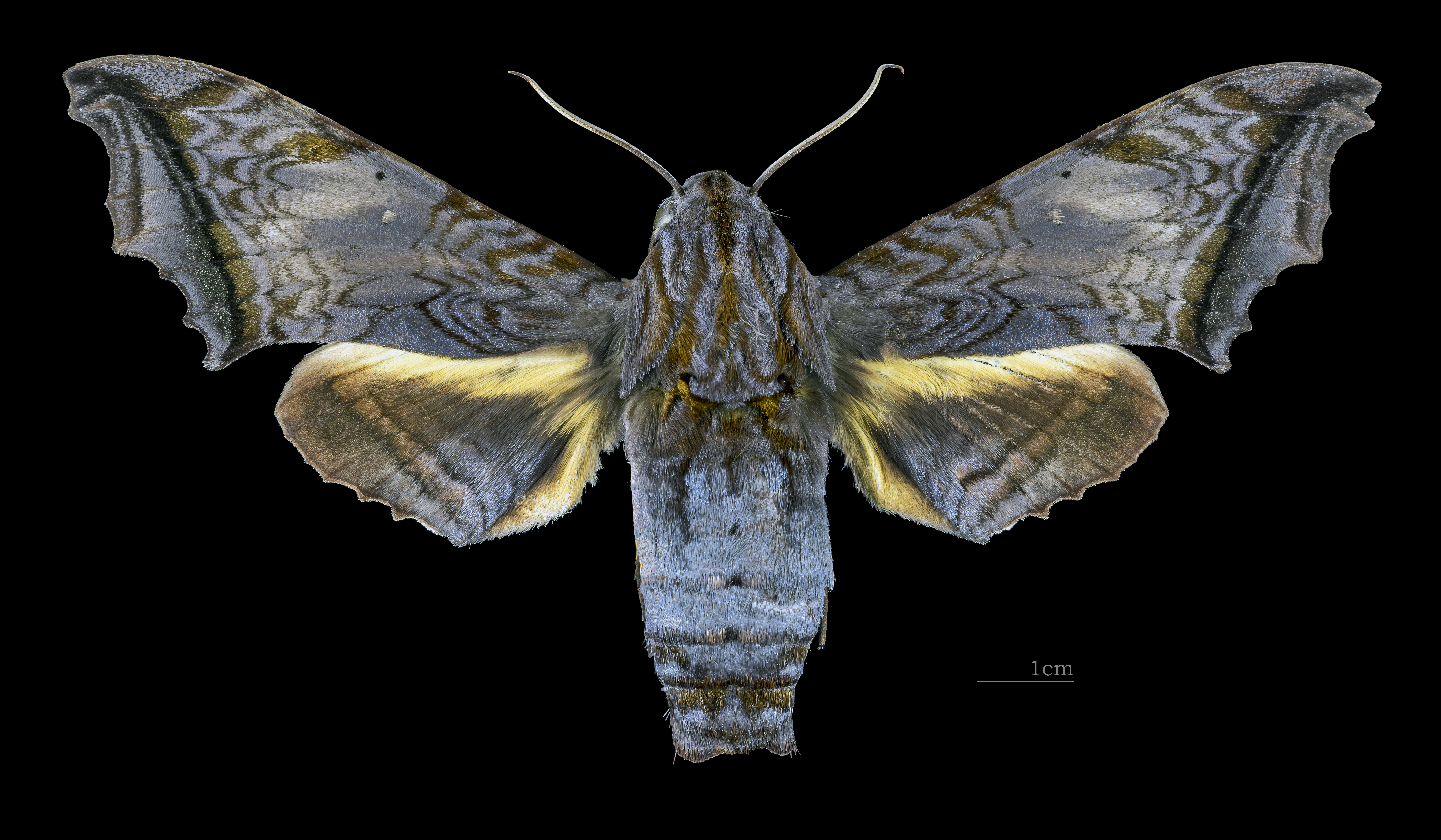
Nyceryx stuarti  ♀
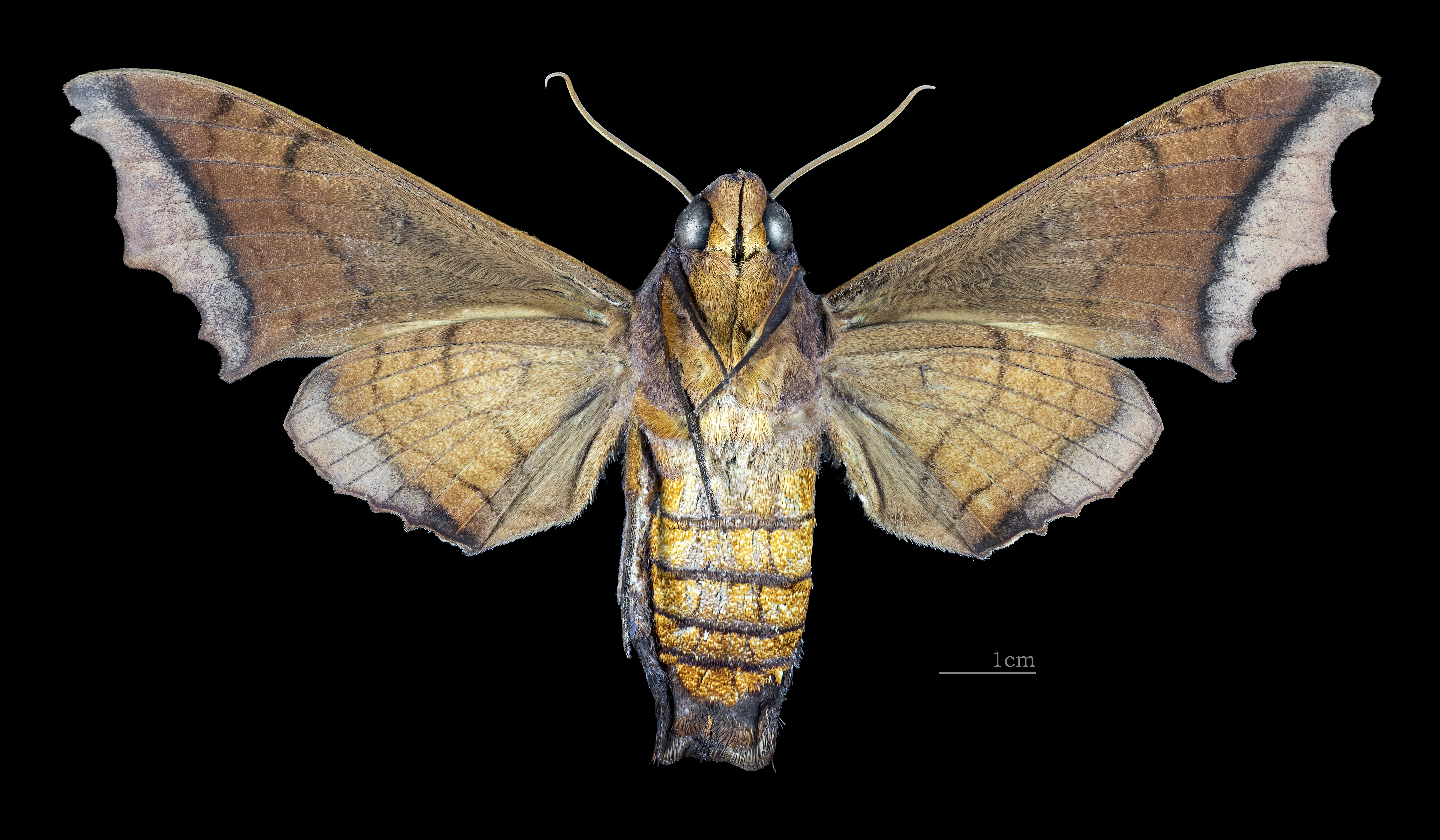
Nyceryx stuarti  ♀ △